# Ipomoea seaania
Ipomoea seaania là một loài thực vật có hoa trong họ Bìm bìm. Loài này được Felger & D.F. Austin mô tả khoa học đầu tiên năm 2005.